# Sackbut
Il sackbut (dall'antico francese «saqueboute» : «spingi - tira») è un antico trombone, inventato nel XV secolo, probabilmente in Borgogna.
Lo spessore del canneggio è più sottile del moderno trombone, determinandone un suono più dolce, mentre la campana è molto più piccola di quella del trombone moderno.
Il sackbut rispose alla necessità di coprire il registro basso, che le trombe non possono raggiungere. Il meccanismo a coulisse è tuttora utilizzato nel trombone moderno.